# Cogges (scheduled monument)
Cogges är en arkeologisk lokal i Storbritannien. Det ligger i grevskapet Oxfordshire och riksdelen England, i den södra delen av landet, 100 km väster om huvudstaden London. Cogges ligger 84 meter över havet. Den är scheduled monument sedan 1976.
Terrängen runt Cogges är platt. Runt Cogges är det ganska tätbefolkat, med 139 invånare per kvadratkilometer. Närmaste större samhälle är Oxford, 15,7 km öster om Cogges. Trakten runt Cogges består till största delen av jordbruksmark.